# Rajd Hiszpanii 2006

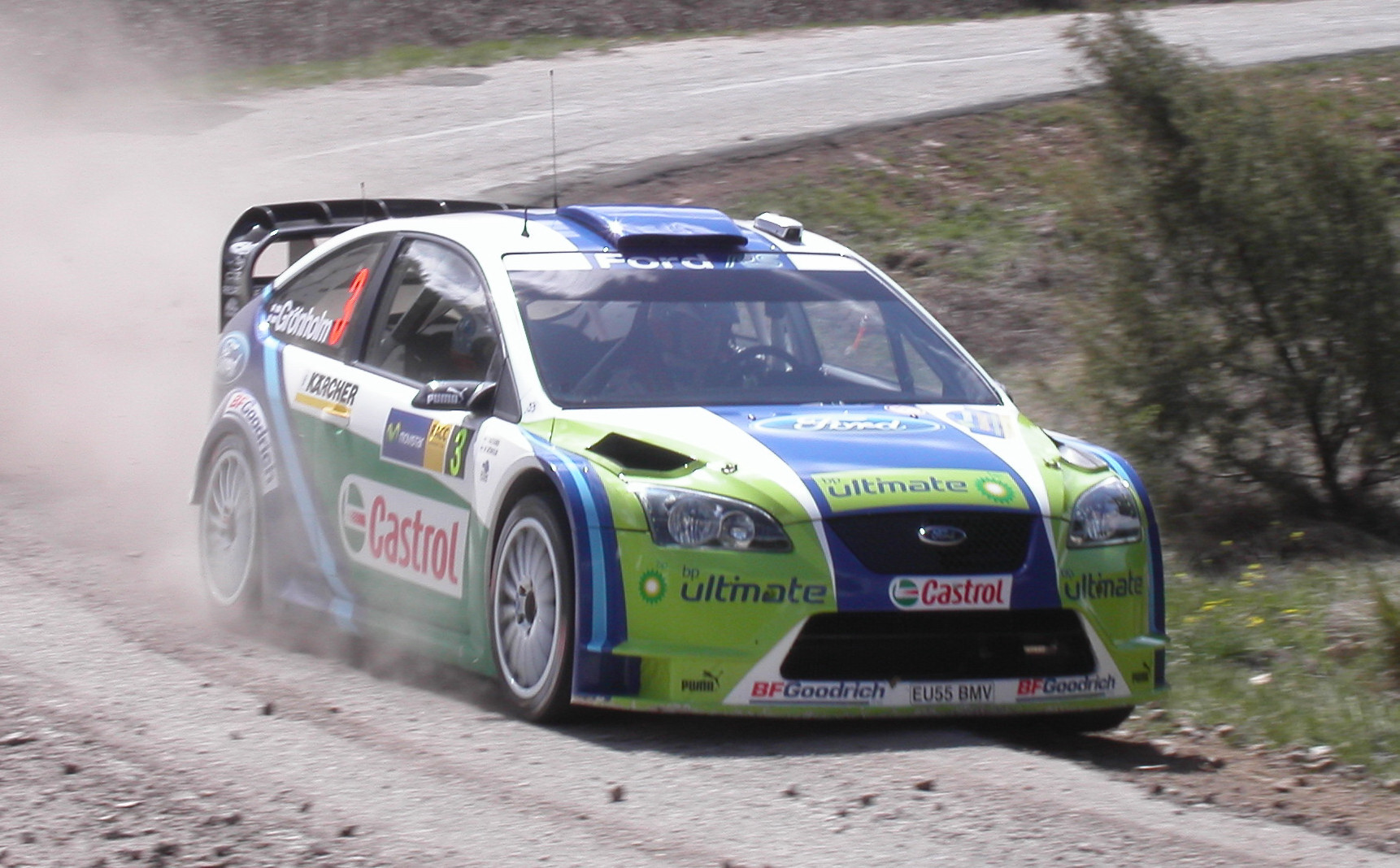
Marcus Grönholm podczas rajdu

Rezultaty Rajdu Katalonii, eliminacji Rajdowych Mistrzostw Świata w 2006 roku, który odbył się w dniach 24 – 26 marca:

## Klasyfikacja końcowa
| Msc.    | Kierowca          | Pilot                  | Samochód               | Czas      | Strata   | Grupa | Punkty |
| ------- | ----------------- | ---------------------- | ---------------------- | --------- | -------- | ----- | ------ |
| 1.      | Sébastien Loeb    | Daniel Elena           | Citroën Xsara WRC      | 3:22:01.7 | 0.0      | A8 M  | 10     |
| 2.      | Dani Sordo        | Marc Martí             | Citroën Xsara WRC      | 3:22:49.9 | +48.2    | A8    | 8      |
| 3.      | Marcus Grönholm   | Timo Rautiainen        | Ford Focus RS WRC 06   | 3:23:47.5 | +1:45.8  | A8 M  | 6      |
| 4.      | Alex Bengué       | Caroline Escudero      | Peugeot 307 WRC        | 3:24:03.6 | +2:01.9  | A8    | 5      |
| 5.      | Jan Kopecký       | Filip Schovánek        | Škoda Fabia WRC        | 3:24:58.9 | +2:57.2  | A8    | 4      |
| 6.      | François Duval    | Patrick Pivato         | Škoda Fabia WRC        | 3:25:39.5 | +3:37.8  | A8    | 3      |
| 7.      | Petter Solberg    | Phil Mills             | Subaru Impreza WRC2006 | 3:25:49.9 | +3:48.2  | A8 M  | 2      |
| 8.      | Stéphane Sarrazin | Stéphane Prévot        | Subaru Impreza WRC2006 | 3:26:38.1 | +4:36.4  | A8 M  | 1      |
| 9.      | Mikko Hirvonen    | Jarmo Lehtinen         | Ford Focus RS WRC '06  | 3:27:03.3 | +5:01.6  | A8 M  |        |
| 10.     | Gilles Panizzi    | Hervé Panizzi          | Škoda Fabia WRC        | 3:27:06.1 | +5:04.4  | A8 M  |        |
|         |                   |                        |                        |           |          |       |        |
| 13.     | Andreas Aigner    | Timo Gottschalk        | Škoda Fabia WRC        | 3:31:39.0 | +9:37.3  | A8 M  |        |
|         |                   |                        |                        |           |          |       |        |
| 15.     | Matthew Wilson    | Michael Orr            | Ford Focus RS WRC '04  | 3:39:59.1 | +17:57.4 | A8 M  |        |
|         |                   |                        |                        |           |          |       |        |
| 24.     | Michał Kościuszko | Jarosław Baran         | Suzuki Ignis S1600     | 3:50:34,6 | 28:32,9  | A6    |        |
| JWRC    |                   |                        |                        |           |          |       |        |
| 1.(17.) | Martin Prokop     | Jan Tománek            | Citroën C2 S1600       | 3:46:04.0 | 0.0      | A6    | 10     |
| 2.(18.) | Bernd Casier      | Frédéric Miclotte      | Renault Clio S1600     | 3:46:46.3 | +42.3    | A6    | 8      |
| 3.(19.) | Kris Meeke        | Glenn Patterson        | Citroën C2 S1600       | 3:47:09.4 | +1:05.4  | A6    | 6      |
| 4.(21.) | Jozef Béreš jun.  | Petr Starý             | Suzuki Ignis S1600     | 3:48:02.1 | +1:58.1  | A6    | 5      |
| 5.(24.) | Michał Kościuszko | Jarosław Baran         | Suzuki Ignis S1600     | 3:50:34.6 | +4:30.6  | A6    | 4      |
| 6.(25.) | Conrad Rautenbach | David Senior           | Renault Clio S1600     | 3:50:53.1 | +4:49.1  | A6    | 3      |
| 7.(26.) | Fatih Kara        | Cem Bakançocukları     | Renault Clio S1600     | 3:52:00.3 | +5:56.3  | A6    | 2      |
| 8.(30.) | Brice Tirabassi   | Jacques-Julien Renucci | Citroën C2 S1600       | 3:54:45.4 | +8:41.4  | A6    | 1      |

1. ↑  Litera M przy oznaczeniu grupy do której należy samochód oznacza, iż tylko ci kierowcy zdobywali punkty dla swoich zespołów liczonych w klasyfikacji producentów na koniec sezonu.

## Nie ukończyli
- Xavier Pons  – wypadek
- Gareth MacHale  – wypadek
- Aaron Burkart  – wypadek (pilot Jörg Bastuck zmarł po przewiezieniu do szpitala)

## Zwycięzcy odcinków specjalnych
| Numer | Nazwa                        | Zwycięzca                   |
| ----- | ---------------------------- | --------------------------- |
| OS1   | Querol 1                     | M. GRÖNHOLM / T. RAUTIAINEN |
| OS2   | el Montmell 1                | M. GRÖNHOLM / T. RAUTIAINEN |
| OS3   | Querol 2                     | M. GRÖNHOLM / T. RAUTIAINEN |
| OS4   | el Montmell 2                | S. LOEB / D. ELENA          |
| OS5   | Colldejou                    | S. LOEB / D. ELENA          |
| OS6   | Riudecaynes                  | S. LOEB / D. ELENA          |
| OS7   | Duesaigues 1                 | M. GRÖNHOLM / T. RAUTIAINEN |
| OS8   | Vilaplana 1                  | M. GRÖNHOLM / T. RAUTIAINEN |
| OS9   | Margalef – la Palma d'Ebre 1 | S. LOEB / D. ELENA          |
| OS10  | Duesaigues 2                 | D. SORDO / M. MARTI         |
| OS11  | Vilaplana 2                  | M. GRÖNHOLM / T. RAUTIAINEN |
| OS12  | Margalef – la Palma d'Ebre 2 | S. LOEB / D. ELENA          |
| OS13  | el Lloar – la Figuera 1      | M. GRÖNHOLM / T. RAUTIAINEN |
| OS14  | Pratdip 1                    | M. GRÖNHOLM / T. RAUTIAINEN |
| OS15  | el Lloar – la Figuera 2      | M. GRÖNHOLM / T. RAUTIAINEN |
| OS16  | Pratdip 2                    | M. GRÖNHOLM / T. RAUTIAINEN |

## Klasyfikacja po 4 rundach
Tabele przedstawiają tylko pięć pierwszych miejsc.

### Kierowcy
| Lp. | Kierowca        | Pkt |
| --- | --------------- | --- |
| 1   | Sébastien Loeb  | 36  |
| 2   | Marcus Grönholm | 27  |
| 3   | Daniel Sordo    | 14  |
| 4   | Manfred Stohl   | 11  |
| 5   | Petter Solberg  | 10  |

### Producenci
| Lp. | Producent                  | Pkt |
| --- | -------------------------- | --- |
| 1   | Kronos Total Citroën WRT   | 44  |
| 2   | BP Ford World Rally Team   | 42  |
| 3   | Subaru World Rally Team    | 31  |
| 4   | OMV Peugeot Norway         | 21  |
| 5   | Stobart VK Ford Rally Team | 10  |